# Однородная мозаика
Однородная мозаика — вершинно транзитивная мозаика на плоскости с правильными многоугольными гранями.
Однородная мозаика может существовать как на евклидовой плоскости, так и на гиперболической плоскости. Однородные мозаики связаны с конечными однородными многогранниками, которые можно считать однородными замощениями сферы.
Большинство однородных мозаик могут быть получены построением Витхоффа с помощью симметрии, начиная с одной генерирующей точки внутри фундаментальной области. Группа симметрии на плоскости имеет многоугольную фундаментальную область и может быть представлена порядком зеркал в последовательности вершин.
Треугольная фундаментальная область имеет порядки зеркал (p q r), а прямоугольная треугольная область — (p q 2), где p, q, r — целые числа, большие единицы. Треугольник может быть сферическим треугольником, евклидовым треугольником или треугольником на гиперболической плоскости, что зависит от значений p, q и r.
Существует несколько символических схем для именования полученных фигур, начиная с модифицированного символа Шлефли для фундаментальной области в виде прямоугольного треугольника (p q 2) → {p, q}. Диаграмма Коксетера — Дынкина является графом с помеченными значениями p, q, r рёбрами. Если r = 2, граф линеен, поскольку узлы порядка 2 не образуют отражений. Символ Витхоффа использует 3 целых числа с разделительной вертикальной чертой между ними (|). Если генерирующая точка не находится на зеркале, символ вершины, противоположной зеркалу, помещается до вертикальной черты.
Наконец, мозаики можно описать с помощью их вершинной конфигурации, то есть последовательности многоугольников вокруг каждой вершины.
Все однородные мозаики можно построить с помощью различных операций, применённых к правильным мозаикам. Имена этим операциям дал американский математик Норман Джонсон, это truncation (усечение, отрезание вершин), rectification (полное усечение, отрезание вершин до полного исчезновения исходных рёбер) и cantellation (скашивание, срезание рёбер). Omnitruncation (всеусечение) — это операция, комбинирующая усечение и скашивание. Snubbing (отрезание носов) — это операция альтернированного усечения всеусечённых форм. (См. Операторы построения Витхоффа для подробного объяснения операций.)

## Группы Коксетера
Группы Коксетера на плоскости определяют построение Витхоффа и могут быть представлены диаграммами Коксетера — Дынкина:
Для групп с целым числовым порядком:
| Орбифолдная симметрия | Группа Коксетера | Группа Коксетера                                                    | Группа Коксетера | Диаграмма Коксетера                           | Примечания                        |
| Компактные            | Компактные       | Компактные                                                          | Компактные       | Компактные                                    | Компактные                        |
| --------------------- | ---------------- | ------------------------------------------------------------------- | ---------------- | --------------------------------------------- | --------------------------------- |
| *333                  | (3 3 3)          | {\displaystyle {\tilde {A}}_{2}}                                    | [3[3]]           | node · split1 · branch                        | 3 зеркальные формы, 1 плосконосая |
| *442                  | (4 4 2)          | {\displaystyle {\tilde {B}}_{2}}                                    | [4,4]            | node · 4 · node · 4 · node                    | 5 зеркальных форм, 1 плосконосая  |
| *632                  | (6 3 2)          | {\displaystyle {\tilde {G}}_{2}}                                    | [6,3]            | node · 6 · node · 3 · node                    | 7 зеркальных форм, 1 плосконосая  |
| *2222                 | (∞ 2 ∞ 2)        | {\displaystyle {\tilde {I}}_{1}} × {\displaystyle {\tilde {I}}_{1}} | [∞,2,∞]          | node · infin · node · 2 · node · infin · node | 3 зеркальные формы, 1 плосконосая |
| Некомпактные (бордюр) |                  |                                                                     |                  |                                               |                                   |
| *∞∞                   | (∞)              | {\displaystyle {\tilde {I}}_{1}}                                    | [∞]              | node · infin · node                           |                                   |
| *22∞                  | (2 2 ∞)          | {\displaystyle {\tilde {I}}_{1}} × {\displaystyle {\tilde {A}}_{2}} | [∞,2]            | node · infin · node · 2 · node                | 2 зеркальные формы, 1 плосконосая |

| Орбифолдная симметрия | Группа Коксетера | Группа Коксетера | Диаграмма Коксетера                            | Примечания     |
| Компактные            | Компактные       | Компактные       | Компактные                                     | Компактные     |
| --------------------- | ---------------- | ---------------- | ---------------------------------------------- | -------------- |
| *pq2                  | (p q 2)          | [p, q]           | node · p · node · q · node                     | 2(p+q) < pq    |
| *pqr                  | (p q r)          | [(p, q,r)]       | 3 · node · p · node · q · node · r             | pq+pr+qr < pqr |
| Паракомпактные        |                  |                  |                                                |                |
| *∞p2                  | (p ∞ 2)          | [p,∞]            | node · p · node · infin · node                 | p>=3           |
| *∞pq                  | (p q ∞)          | [(p, q,∞)]       | 3 · node · p · node · q · node · infin         | p, q>=3, p+q>6 |
| *∞∞p                  | (p ∞ ∞)          | [(p,∞,∞)]        | 3 · node · p · node · infin · node · infin     | p>=3           |
| *∞∞∞                  | (∞ ∞ ∞)          | [(∞,∞,∞)]        | 3 · node · infin · node · infin · node · infin |                |

## Однородные мозаики на евклидовой плоскости
Имеются группы симметрии на евклидовой плоскости, получающиеся из фундаментальных треугольников (4 4 2), (6 3 2) и (3 3 3). Каждая из них представляется набором прямых (зеркал), делящих плоскость на фундаментальные треугольники.
Эти группы симметрии создают 3 правильных мозаики и 7 полуправильных. Число полуправильных мозаик повторяется при различных конструкциях симметрии.
Призматическая группа симметрии, представленная символом (2 2 2 2), задаётся двумя наборами параллельных зеркал, что, в общем случае, может иметь прямоугольную фундаментальную область. Группа не образует новых мозаик.
Далее — призматическая группа симметрии, представленная символом (∞ 2 2), имеет бесконечную фундаментальную область. Группа даёт две однородные мозаики, бесконечноугольную призму и бесконечноугольную антипризму.
При совмещении конечных граней этих двух призматических мозаик получим невитхоффову однородную мозаику на плоскости. Она называется изокурносым треугольным паркетом и состоит из поочерёдных слоёв квадратов и треугольников.
Прямоугольный фундаментальный треугольник (p q 2)
| (p q 2)                       | Фунд. треугольники | Родитель                     | Усеченная                      | Полностью усечённая          | Биусечённая                    | Полностью биусечённая (двойственная) | Скошенная                      | Всеусечённая                     | Плосконосая                      |
| Символ Витхоффа               |                    | q \| p 2                     | 2 q \| p                       | 2 \| p q                     | 2 p \| q                       | p \| q 2                             | p q \| 2                       | p q 2 \|                         | \| p q 2                         |
| Символ Шлефли                 |                    | t{p,q}                       | t{p,q}                         | r{p, q}                      | 2t{p, q}=t{q, p}               | 2r{p, q}={q, p}                      | rr{p, q}                       | tr{p, q}                         | sr{p, q}                         |
| Диаграмма Коксетера           |                    | node_1 · p · node · q · node | node_1 · p · node_1 · q · node | node · p · node_1 · q · node | node · p · node_1 · q · node_1 | node · p · node · q · node_1         | node_1 · p · node · q · node_1 | node_1 · p · node_1 · q · node_1 | node_h · p · node_h · q · node_h |
| Вершинная фигура              |                    | pq                           | q.2p.2p                        | (p.q)2                       | p. 2q.2q                       | qp                                   | p. 4.q.4                       | 4.2p.2q                          | 3.3.p. 3.q                       |
| ----------------------------- | ------------------ | ---------------------------- | ------------------------------ | ---------------------------- | ------------------------------ | ------------------------------------ | ------------------------------ | -------------------------------- | -------------------------------- |
| Квадратная мозаика (4 4 2)    |                    | {4,4}                        | 4.8.8                          | 4.4.4.4                      | 4.8.8                          | {4,4}                                | 4.4.4.4                        | 4.8.8                            | 3.3.4.3.4                        |
| Шестиугольная мозаика (6 3 2) |                    | {6,3}                        | 3.12.12                        | 3.6.3.6                      | 6.6.6                          | {3,6}                                | 3.4.6.4                        | 4.6.12                           | 3.3.3.3.6                        |

Фундаментальные треугольники общего вида (p q r)
| символ Витхоффа (p q r) | Фунд. треугольники | q \| p r                             | r q \| p                               | r \| p q                             | r p \| q                               | p \| q r                             | p q \| r                               | p q r \|                                 | \| p q r                                 |
| Диаграмма Коксетера     |                    | 3 · node_1 · p · node · q · node · r | 3 · node_1 · p · node_1 · q · node · r | 3 · node · p · node_1 · q · node · r | 3 · node · p · node_1 · q · node_1 · r | 3 · node · p · node · q · node_1 · r | 3 · node_1 · p · node · q · node_1 · r | 3 · node_1 · p · node_1 · q · node_1 · r | 3 · node_h · p · node_h · q · node_h · r |
| Вершинная конфигурация  |                    | (p.q)r                               | r.2p.q.2p                              | (p.r)q                               | q.2r.p. 2r                             | (q.r)p                               | q.2r.p. 2r                             | r.2q.p. 2q                               | 3.r.3.q.3.p                              |
| ----------------------- | ------------------ | ------------------------------------ | -------------------------------------- | ------------------------------------ | -------------------------------------- | ------------------------------------ | -------------------------------------- | ---------------------------------------- | ---------------------------------------- |
| Треугольная (3 3 3)     |                    | (3.3)3                               | 3.6.3.6                                | (3.3)3                               | 3.6.3.6                                | (3.3)3                               | 3.6.3.6                                | 6.6.6                                    | 3.3.3.3.3.3                              |

Несимплициальные фундаментальные области
Единственной возможной фундаментальной областью в евклидовом пространстве, не являющейся симплексом, является прямоугольник (∞ 2 ∞ 2) с диаграммой Коксетера . Из этой области становятся получаются только квадратные паркеты.

## Однородные мозаики на гиперболической плоскости
Существует бесконечно много однородных мозаик из выпуклых правильных многоугольников на гиперболической плоскости, каждая из которых основана на различных группах зеркальной симметрии (p q r).
Примеры, показанные здесь, даны в проекции на диск Пуанкаре.
Диаграммы Коксетера — Дынкина даны в линейной форме, хотя, на самом деле, это треугольники, в которых конечный сегмент r соединён с первым узлом.
Кроме того, на гиперболической плоскости существуют четырёхугольные фундаментальные области, начиная с (2 2 2 3), которые могут образовать новые формы. Также существуют фундаментальные области с вершинами на бесконечности, такие как (∞ 2 3).
Прямоугольные фундаментальные треугольники (p q 2)
| (p q 2)                             | Фунд. треугольники | Родитель                     | Усечённая                      | Полностью усечённая          | Биусечённая                    | Полностью биусечённая (двойственная) | Скошенная                      | Всеусечённая                     | Плосконосая                      |
| Символ Витхоффа                     |                    | q \| p 2                     | 2 q \| p                       | 2 \| p q                     | 2 p \| q                       | p \| q 2                             | p q \| 2                       | p q 2 \|                         | \| p q 2                         |
| Символ Шлефли                       |                    | t{p, q}                      | t{p, q}                        | r{p, q}                      | 2t{p, q}=t{q, p}               | 2r{p, q}={q, p}                      | rr{p, q}                       | tr{p, q}                         | sr{p, q}                         |
| Диаграмма Коксетера — Дынкина       |                    | node_1 · p · node · q · node | node_1 · p · node_1 · q · node | node · p · node_1 · q · node | node · p · node_1 · q · node_1 | node · p · node · q · node_1         | node_1 · p · node · q · node_1 | node_1 · p · node_1 · q · node_1 | node_h · p · node_h · q · node_h |
| Вершинная фигура                    |                    | pq                           | (q.2p.2p)                      | (p.q.p.q)                    | (p. 2q.2q)                     | qp                                   | (p. 4.q.4)                     | (4.2p.2q)                        | (3.3.p. 3.q)                     |
| ----------------------------------- | ------------------ | ---------------------------- | ------------------------------ | ---------------------------- | ------------------------------ | ------------------------------------ | ------------------------------ | -------------------------------- | -------------------------------- |
| (Гиперболическая плоскость) (5 4 2) | V4.8.10            | {5,4}                        | 4.10.10                        | 4.5.4.5                      | 5.8.8                          | {4,5}                                | 4.4.5.4                        | 4.8.10                           | 3.3.4.3.5                        |
| (Гиперболическая плоскость) (5 5 2) | V4.10.10           | {5,5}                        | 5.10.10                        | 5.5.5.5                      | 5.10.10                        | {5,5}                                | 5.4.5.4                        | 4.10.10                          | 3.3.5.3.5                        |
| (Гиперболическая плоскость) (7 3 2) | V4.6.14            | {7,3}                        | 3.14.14                        | 3.7.3.7                      | 7.6.6                          | {3,7}                                | 3.4.7.4                        | 4.6.14                           | 3.3.3.3.7                        |
| (Гиперболическая плоскость) (8 3 2) | V4.6.16            | {8,3}                        | 3.16.16                        | 3.8.3.8                      | 8.6.6                          | {3,8}                                | 3.4.8.4                        | 4.6.16                           | 3.3.3.3.8                        |

Фундаментальные треугольники (p q r) общего вида
| Символ Витхоффа (p q r)       | Фундам. треугольники | q \| p r                         | r q \| p                           | r \| p q                         | r p \| q                           | p \| q r                         | p q \| r                           | p q r \|                             | \| p q r                             |
| Диаграмма Коксетера — Дынкина |                      | node_1 · p · node · q · node · r | node_1 · p · node_1 · q · node · r | node · p · node_1 · q · node · r | node · p · node_1 · q · node_1 · r | node · p · node · q · node_1 · r | node_1 · p · node · q · node_1 · r | node_1 · p · node_1 · q · node_1 · r | node_h · p · node_h · q · node_h · r |
| Вершинная фигура              |                      | (p.r)q                           | (r.2p.q.2p)                        | (p.q)r                           | (q.2r.p. 2r)                       | (q.r)p                           | (r.2q.p. 2q)                       | (2p.2q.2r)                           | (3.r.3.q.3.p)                        |
| ----------------------------- | -------------------- | -------------------------------- | ---------------------------------- | -------------------------------- | ---------------------------------- | -------------------------------- | ---------------------------------- | ------------------------------------ | ------------------------------------ |
| Гиперболические (4 3 3)       | V6.6.8               | (3.4)3                           | 3.8.3.8                            | (3.4)3                           | 3.6.4.6                            | (3.3)4                           | 3.6.4.6                            | 6.6.8                                | 3.3.3.3.3.4                          |
| Гиперболические (4 4 3)       | V6.8.8               | (3.4)4                           | 3.8.4.8                            | (4.4)3                           | 3.6.4.6                            | (3.4)4                           | 4.6.4.6                            | 6.8.8                                | 3.3.3.4.3.4                          |
| Гиперболические (4 4 4)       | V8.8.8               | (4.4)4                           | 4.8.4.8                            | (4.4)4                           | 4.8.4.8                            | (4.4)4                           | 4.8.4.8                            | 8.8.8                                | 3.4.3.4.3.4                          |

## Расширенный список однородных мозаик
Существует несколько путей расширения списка однородных мозаик:
1. Вершинные фигуры могут иметь вырожденные грани и оборачиваться вокруг вершины более одного раза.
2. Можно включить мозаики со звёздчатыми многоугольниками.
3. В качестве граней мозаик могут использоваться апейрогоны, {∞}.
4. Может быть отброшено ограничение, что грани мозаики соприкасаются ребро-к-ребру, что даёт дополнительные мозаики, такие как пифагорова мозаика.

Треугольники групп симметрии с вырожденными гранями включают:
(4/3 4/3 2) (6 3/2 2) (6/5 3 2) (6 6/5 3) (6 6 3/2)
Треугольники групп симметрии с бесконечностями включают:
(4 4/3 ∞) (3/2 3 ∞) (6 6/5 ∞) (3 3/2 ∞)
Бранко Грюнбаум в книге 1987 года Tilings and patterns (Мозаики и узоры) в секции 12.3 приводит список 25 однородных мозаик, включающих 11 выпуклых и ещё 14, которые он называет мозаиками с впадинами. Среди последних включены первые две расширенные мозаики, указанные выше, мозаики со звёздчатыми многоугольными гранями и вершинными фигурами.
Гарольд Коксетер и др. в статье 1954 года 'Uniform polyhedra' (Однородные многогранники) в Таблице 8 Однородные замощения указывает первые три расширения и приводит список из 38 однородных мозаик.
Наконец, если считать мозаики с 2 бесконечноугольниками, можно насчитать, в общей сложности, 39 однородных мозаик.

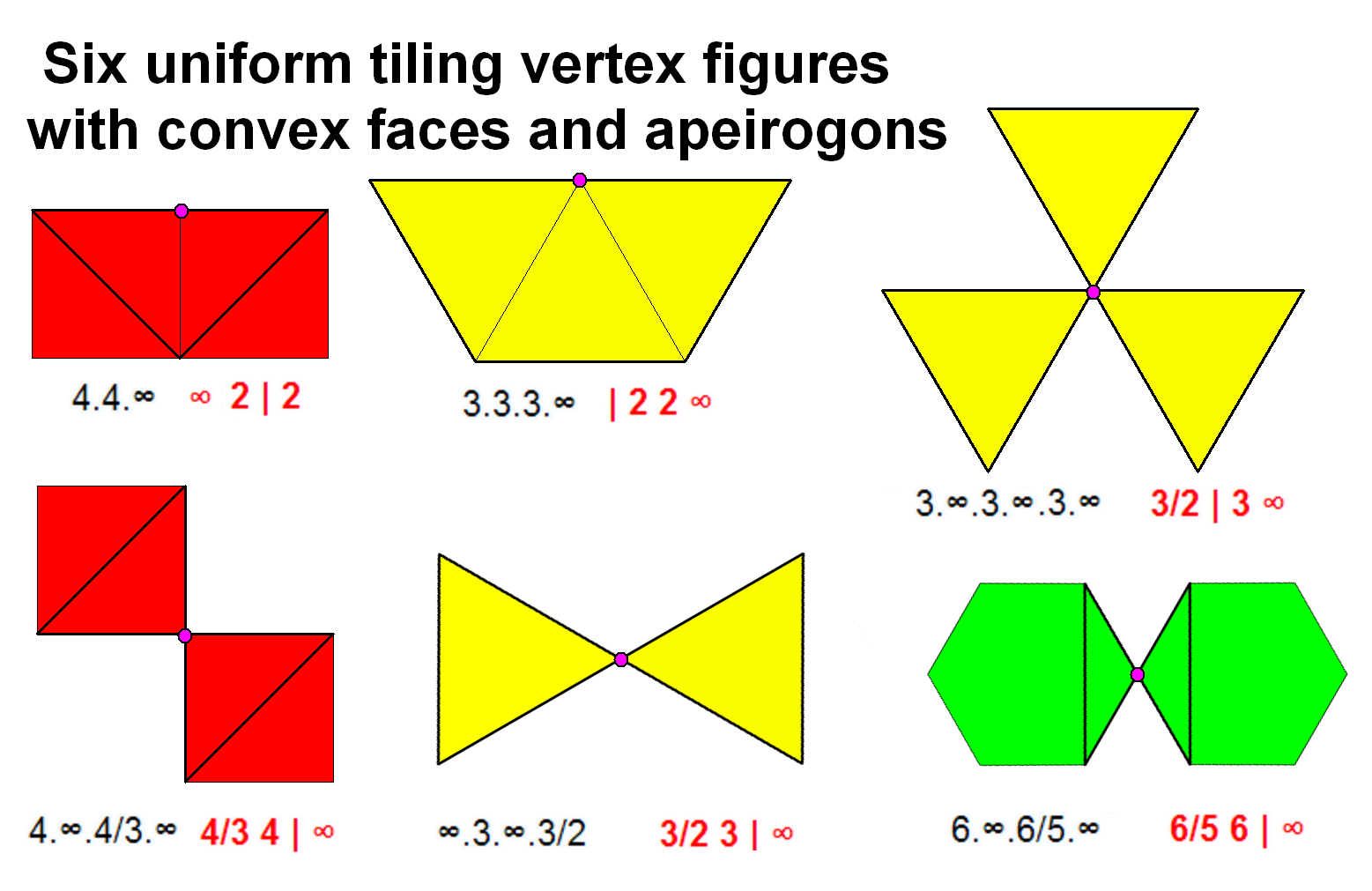
Вершинные фигуры для шести мозаик с выпуклыми правильными многоугольниками и бесконечноугольными гранями. (указан красным цветом)

7 новых мозаик с {∞} гранями с вершинными фигурами и символами Витхоффа:
1. ∞.∞ (две грани в виде полуплоскостей, бесконечный диэдр)
2. 4.4.∞ — ∞ 2 | 2 (бесконечноугольная призма[англ.])
3. 3.3.3.∞ — | 2 2 ∞ (бесконечноугольная антипризма[англ.])
4. 4.∞.4/3.∞ — 4/3 4 | ∞ (альтернированный квадратный паркет)
5. 3.∞.3.∞.3.∞ — 3/2 | 3 ∞ (альтернированный треугольный паркет)
6. 6.∞.6/5.∞ — 6/5 6 | ∞ (альтернированная тришестиугольная мозаика, только с шестиугольниками)
7. ∞.3.∞.3/2 — 3/2 3 | ∞ (альтернированная тришестиугольная мозаика, только с треугольниками)

Оставшийся список включает 21 мозаику с 7 {∞} гранями (бесконечноугольники). Если нарисовать мозаики как графы, останется только 14 уникальных мозаик, и первая идентична мозаике 3.4.6.4.

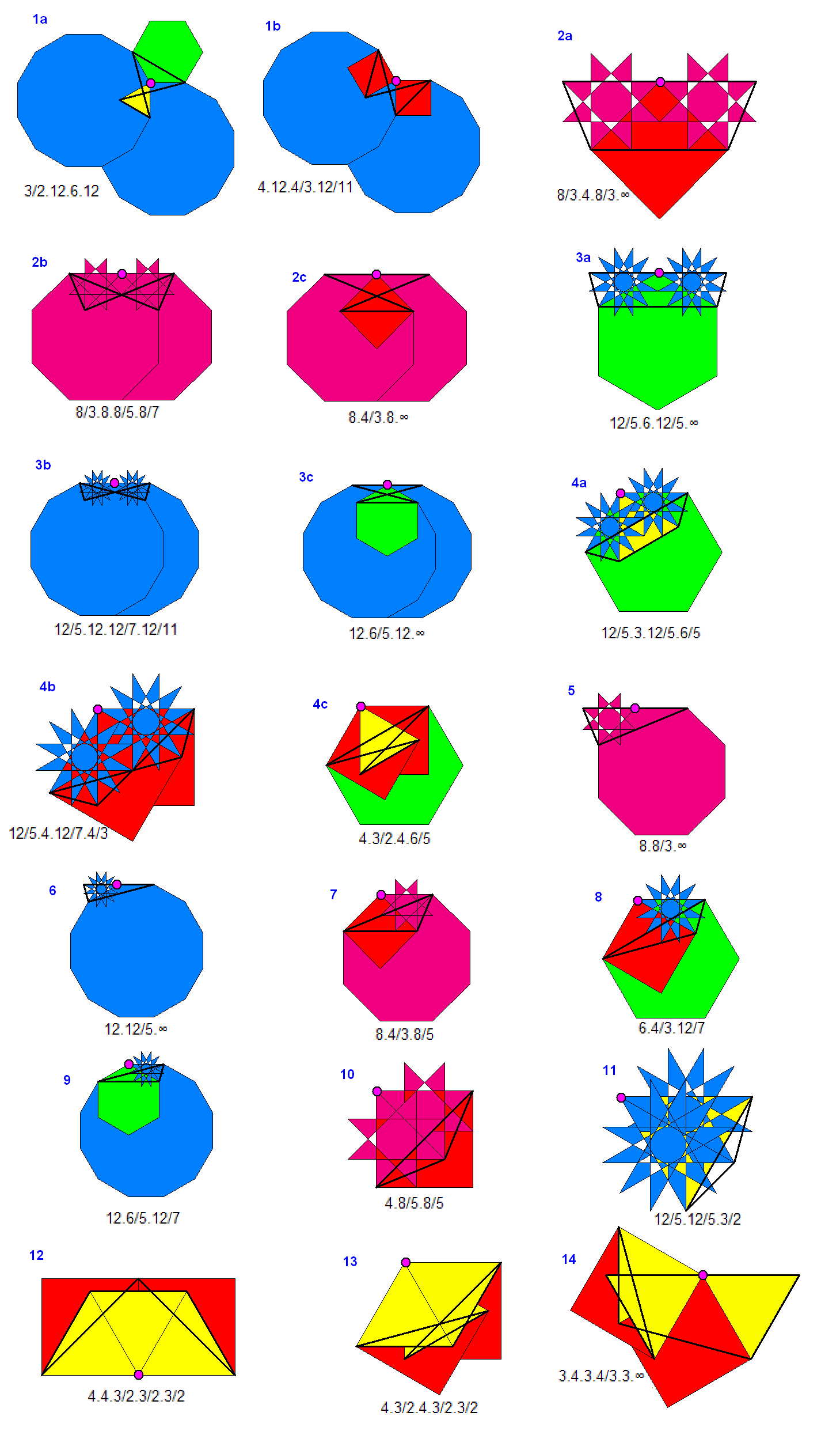
Вершинные фигуры 21 однородной мозаики.

21 мозаик, сгруппированных по общим графам с указанием вершинной фигуры и символа Витхоффа:
| Тип | Вершинная конфигурация | Символ Витхоффа            |
| --- | ---------------------- | -------------------------- |
| 1   | 3/2.12.6.12            | 3/2 6 \| 6                 |
| 1   | 4.12.4/3.12/11         | 2 6 (3/2 3) \|             |
| 2   | 8/3.4.8/3.∞            | 4 ∞ \| 4/3                 |
| 2   | 8/3.8.8/5.8/7          | 4/3 4 (2 ∞) \|             |
| 2   | 8.4/3.8.∞              | 4/3 ∞ \| 4                 |
| 3   | 12/5.6.12/5.∞          | 6 ∞ \| 6/5                 |
| 3   | 12/5.12.12/7.12/11     | 6/5 6 (3 ∞) \|             |
| 3   | 12.6/5.12.∞            | 6/5 ∞ \| 6                 |
| 4   | 12/5.3.12/5.6/5        | 3 6 \| 6/5                 |
| 4   | 12/5.4.12/7.4/3        | 2 6/5 (3/2 3) \|           |
| 4   | 4.3/2.4.6/5            | 3/2 6 \| 2                 |
| 5   | 8.8/3.∞                | 4/3 4 ∞ \|                 |
| 6   | 12.12/5.∞              | 6/5 6 ∞ \|                 |
| 7   | 8.4/3.8/5              | 2 4/3 4 \|                 |
| 8   | 6.4/3.12/7             | 2 3 6/5 \|                 |
| 9   | 12.6/5.12/7            | 3 6/5 6 \|                 |
| 10  | 4.8/5.8/5              | 2 4 \| 4/3                 |
| 11  | 12/5.12/5.3/2          | 2 3 \| 6/5                 |
| 12  | 4.4.3/2.3/2.3/2        | невитхоффова               |
| 13  | 4.3/2.4.3/2.3/2        | \| 2 4/3 4/3 (плосконосая) |
| 14  | 3.4.3.4/3.3.∞          | \| 4/3 4 ∞ (плосконосая)   |

## Самодвойственные мозаики
Мозаики могут быть самодвойственными. Квадратный паркет с символом Шлефли {4,4} является самодвойственным. На рисунке показаны два квадратных паркета (красный и чёрный), двойственных друг другу.